# 布瑞那韦
布瑞那韦（INN：Brecanavir；开发代号：GW640385），或译作贝卡那韦、瑞卡那韦，是一种蛋白酶抑制剂，已被研究用于治疗艾滋病毒。
2006年12月，其开发商葛兰素史克因配方方面存在难以克服的问题而停止了进一步的开发。